# Ga đường sắt cao tốc Tân Trúc
Ga Tân Trúc (tiếng Trung: 新竹; bính âm: Xīnzhú) là ga đường sắt ở Huyện Tân Trúc, Đài Loan được phục vụ bởi Đường sắt cao tốc Đài Loan. Nó được mở để phục vụ vào năm 2006. Nhà ga được thiết kế bởi kiến trúc sư người Đài Loan Diêu Nhân Hỉ.

## Tổng quan
Trạm có hai nền tảng bên và là trạm nhỏ nhất trên hệ thống. Tuyến đường sắt Lục Gia của Cục quản lý đường sắt Đài Loan (một tuyến của tuyến Nội Loan) nối liền ga đường sắt cao tốc với ga TRA Tân Trúc.

## Bố trí ga
| 3F      |                              |
| Ke ga   |                              |
| Ke ga 1 | THSR đến Nam Cảng (Đào Viên) |
| Ke ga 2 | THSR đến Tả Doanh (Miêu Lật) |
| Ke ga   |                              |

| 2F | Tầng kết nối | Cổng soát vé, khu vực chờ, cứu thương |

| Đường đi | Hành lang | Lối vào/lối thoát, bán vé, máy bán vé tự động, nhà vệ sinh, quầy thông tin Quầy du lịch, cửa hàng Bãi đậu xe, ga chuyển đổi, khu chờ taxi, khu trả khách |

## Xung quanh nhà ga
- Chính quyền quận Hsinchu (Khu hành chính quận Hsinchu)
- Sân vận động quận Tân Sơn
- Quốc lộ số 1
- Tỉnh lộ số 68
- Khách sạn Tân Cương
- Công viên nghiên cứu y sinh
- Khu công nghiệp kinh tế dựa trên tri thức
- Công viên trung tâm
- Công viên hoạt động Zhubei
- Đấu trường Zhubei
- Vòng tròn mua sắm Guangming
- Khu công nghiệp khoa học và công nghiệp Hsinchu
- Đại học Quốc gia Chiao Tung
- Đại học Quốc gia Đài Loan, Cơ sở Zhubei
- Đại học Khoa học và Công nghệ Quốc gia Đài Loan, Cơ sở Zhubei
- Công viên sinh thái
- Công viên trái cây
- Trường trung học cơ sở Liujia
- Trường tiểu học Liujia
- Trung tâm văn hóa Hakka Đài Loan

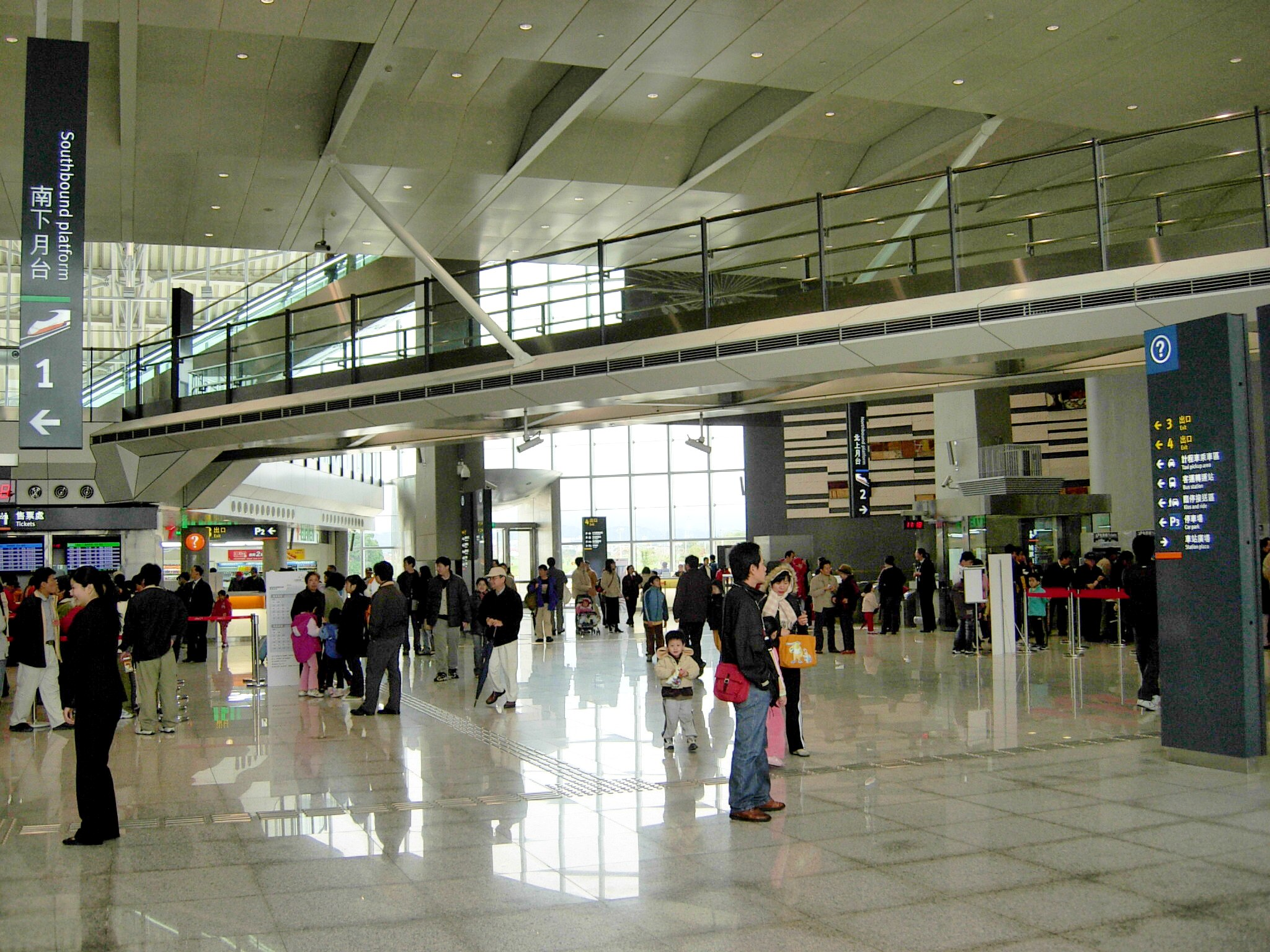
Hành lang ga THSR Tân Trúc
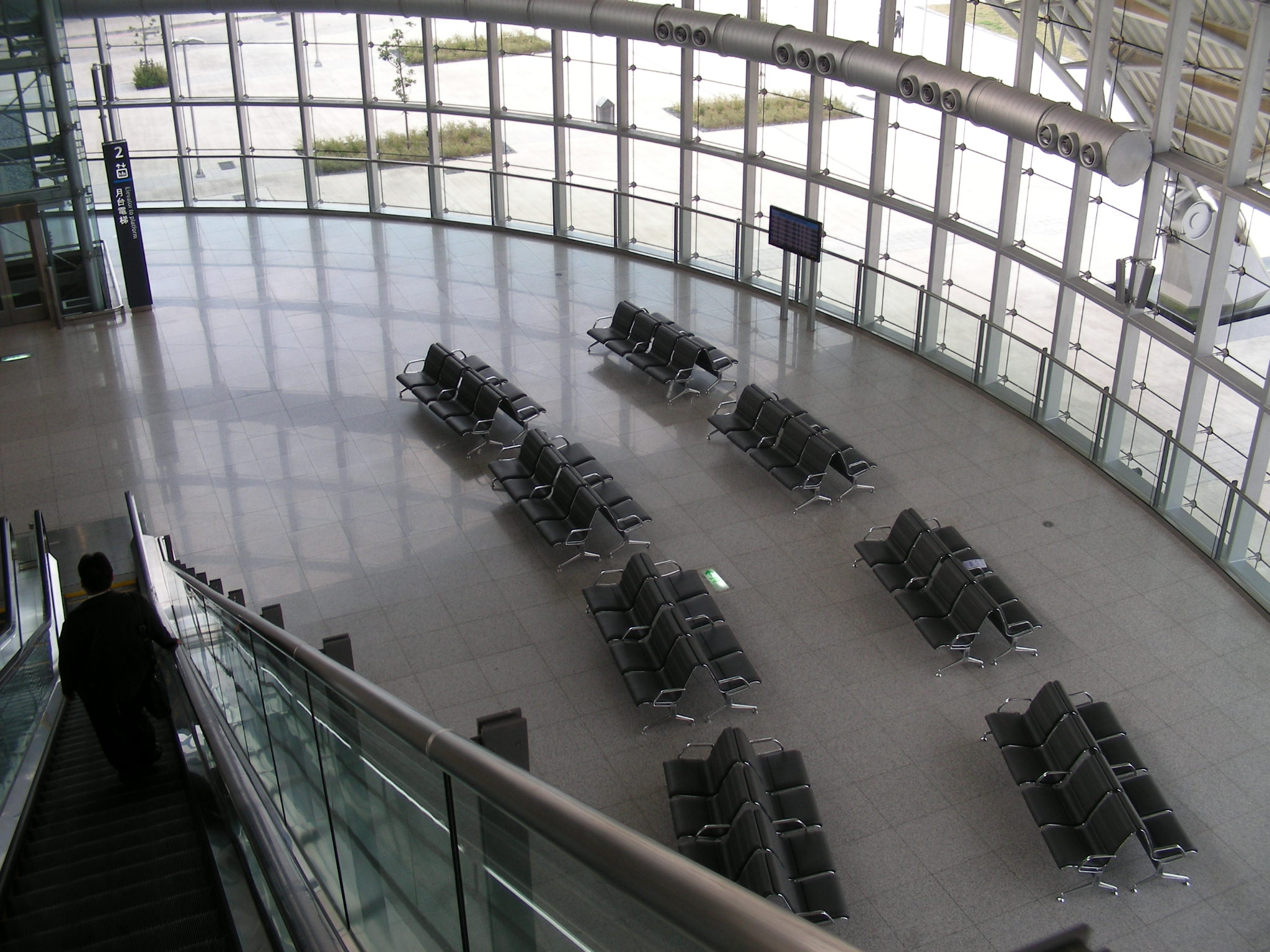
Khu vực chờ Ga THSR Tân Trúc